# أبو عبد الله الحناطي
أبو عبد الله الحسين بن محمد بن عبد الله الحنّاطي الطبري (ت بعد 400هـ) فقيه شافعي من أصحاب الوجوه المجتهدين.
قال القاضي أبو الطيب الطبري: كان الحنّاطي رجلاً حافظاً لكتب الشافعي ولكتب أبي العباس.
وقال النووي: وله مصنفات كثيرة الفوائد والمسائل الغريبة المهمة.

## وفاته
قال تاج الدين السبكي: ووفاته فيما يظهر بعد الأربعمائة (400هـ) بقليل أو قبلها بقليل، والأول أظهر.